# Кьер, Бодиль
Бодиль Кьер (дат. Bodil Kjer; 2 сентября 1917 — 1 февраля 2003) — датская актриса, одна из ведущих и значимых актрис датского театра и кинематографа.

## Биография
Бодиль Кьер родилась 2 сентября 1917 года в Копенгагене.
После окончания актёрской студии Королевского театра Дании (1938) выступала на его сцене. В кино дебютировала в начале 1940-х годов. 
Четырежды лауреат главной национальной кинопремии Дании за исполнение главных ролей в фильмах «Солдат и Дженни» (1948), «Встречай меня на Кассиопее» (1952), роли второго плана в фильме «Полицейский» (1976) и Почётного приза за жизненный вклад в развитие датского киноискусства. 
Кроме того, сама премия, вручаемая Датской национальной ассоциацией кинокритиков, была со временем названа «Бодиль», в честь двух выдающихся датских актрис носивших это имя — Бодиль Кьер и Бодиль Ипсен.
В 1939—1948 годах была замужем за актёром Эббе Роде. 

## Фильмография
- 1937 — Flådens blå matroser
- 1938 — Balletten danser
- 1941 — Tag til Rønneby Kro
- 1941 — Tante Cramers testamente
- 1941 — Far skal giftes
- 1942 — En herre i kjole og hvidt
- 1942 — Vi kunde ha' det saa rart
- 1942 — Søren Søndervold
- 1943 — Drama på slottet
- 1943 — Hans Onsdagsveninde
- 1943 — Det brændende spørgsmål
- 1944 — To som elsker hinanden
- 1944 — Otte akkorder
- 1944 — Elly Petersen
- 1945 — Den usynlige hær
- 1947 — Солдат и Дженни / Soldaten og Jenny
- 1949 — Din fortid er glemt
- 1949 — John og Irene
- 1950 — Min kone er uskyldig
- 1951 — Встречай меня на Кассиопее / Mød mig paa Cassiopeia
- 1968 — I den grønne skov
- 1971 — Пропавший клерк / Den forsvundne fuldmægtig
- 1974 — Prins Piwi
- 1976 — Strømer
- 1976 — Hjerter er trumf
- 1978 — Lille spejl
- 1979 — Rend mig i traditionerne
- 1987 — Пир Бабетты / Babettes gæstebud
- 1995 — Седина в бороду / Pakten
- 2001 — To kvinder